# Нижнешитцинское сельское поселение
Нижнешитцинское сельское поселение — муниципальное образование в Сабинском районе Татарстана.
Административный центр — село Нижние Шитцы.

## Населённые пункты
В состав сельского поселения входят 3 населённых пунктов:
- село: Нижние Шитцы.
- деревни: Верхние Шитцы, Елышево

## Население
| 2010 | 2011 | 2012 | 2013 | 2014 | 2015 | 2016 |
| ---- | ---- | ---- | ---- | ---- | ---- | ---- |
| 794  | ↘792 | ↘786 | ↘770 | ↘767 | ↘749 | ↘736 |
| 2017 | 2018 |      |      |      |      |      |
| ↘721 | →721 |      |      |      |      |      |